# Некрасов (Брянская область)
Некрасов — посёлок в Жирятинском районе Брянской области, в составе Воробейнского сельского поселения. 
 Расположен в 4 км к северо-западу от села Рубча. Постоянное население с 2008 года отсутствует.

## История
Основан в 1920-х гг.; до 1965 года входил в Кульневский сельсовет.
| Годы      | 1979 | 1989 | 2002 | 2010 |
| --------- | ---- | ---- | ---- | ---- |
| Население | 38   | 7    | 1    | 0    |